# Erdélyi Lapok (napilap)
Az Erdélyi Lapok napilap Nagyváradon. 1932. jan. 1-jén indult, 1936-ban egy ideig Új Lapok, majd Magyar Lapok címmel jelent meg 1944 októberéig. Főszerkesztője megindulásától kezdve Paál Árpád, főmunkatárs Gyárfás Elemér, munkatársai közt van Bélteky László, Csűrös Emília, Dévald László, Huzella Ödön, Jávor Béla.
A Pakocs Károly szerkesztésében megjelenő irodalmi tárca rovatban és vasárnapi irodalmi oldalon Áprily Lajos, Dsida Jenő, Horváth Imre, Kiss Jenő, Reményik Sándor verseivel, Tamási Áron elbeszéléseivel, Bányai László, György Lajos, Jancsó Elemér (Északi rokonaink. Finnországi útirajz folytatásokban, 1932), Ruffy Péter, Szabó T. Attila írásaival találkozunk; közöl verseket Kosztolányi Dezsőtől, Mécs Lászlótól, Sík Sándortól is. 1934-től Bélteky László szerkesztésében olcsó kiadású melléklapja keletkezett Erdélyi Néplap, majd Néplap címen.
A polgári liberális és baloldali sajtóval szemben a lap a szélsőjobboldali politika előretörésekor egyre inkább jobbra tolódott, különösen Sulyok István bekapcsolódásával, aki innen támadta Kacsó Sándor népfrontos írásait. A lap a spanyol polgárháború idején uszító szerepet vállalt a Franco-féle ellenforradalom szellemében, megtagadva a romániai magyarság demokratikus érdekeit s a spanyol köztársaság oldalán jogaiért küzdő baszk és katalán nemzetiséggel való szolidaritást. A demokrata és humanista meggyőződésű munkatársak ebben az időben elszakadtak a laptól.